# Stilbia
Stilbia is een geslacht van vlinders van de familie Uilen (Noctuidae), uit de onderfamilie Hadeninae.

## Soorten
- S. algirica Culot, 1914
- S. andalusiaca Staudinger, 1892
- S. andalusica Staudinger, 1892
- S. anomala (Haworth, 1812)
- S. bongiovannii Turati, 1924
- S. calberlae (Failla-Tedaldi, 1890)
- S. faillae Pungeler, 1918
- S. nisseni Stertz, 1914
- S. philopalis Graslin, 1852
- S. powelli Boursin, 1940
- S. syriaca Staudinger, 1892
- S. turatii Lucas, 1910